# Розвідка родовищ твердих корисних копалин
Розвідка родовищ твердих корисних копалин (рос. разведка месторождений твердых полезных ископаемых, англ. mineral exploration; нім. Prospektion f der Lagerstätten fester Bodenschätze, Erkundung f der festen Bodenschätze) – комплекс робіт, які проводяться з метою визначення промислового значення родовищ корисних копалин, які отримали позитивну оцінку в результаті пошуково-оціночних робіт.
У ході розвідки родовищ твердих корисних копалин встановлюються геолого-промислові параметри родовищ, необхідні для їх промислової оцінки, проектування будівництва пром. підприємств, забезпечення експлуатаційних робіт і переробки видобутих корисних копалин. Визначається морфологія тіл корисних копалин, що має першочергове значення для вибору системи їх наступної розробки, встановлюються контури цих тіл з урахуванням геологічних границь, середній вміст основних та попутних компонентів, наявність шкідливих домішок, характер розподілу корисних копалин та ін. Вирішується ряд питань, пов’язаних з обґрунтуванням економічно ефективного освоєння об’єктів, зокрема встановлення гідрогеологічних умов, вибір майданчиків для промислового і житлового будівництва.
Способи розвідки родовищ твердих корисних копалин включають буріння, проведення гірничих виробок, геохімічні, геофізичні та спеціальні методи.